# Randers HK
A Randers HK (becenevén: RHK) egy dán kézilabdacsapat, amelynek székhelye Randersben van.

## A csapat
A 2019-2020as szezon játékoskerete
| Kapusok - 01 Mathilde Juncker - 12 Stine Broløs Kristensen Balszélsők - 03 Signe Schaar - 05 Astrid Lynnerup - 14 Camilla Degn Jobbszélsők - 22 Mathilde Orkild - 27 Tania Knudsen - 77 Line Mai Hougaard Beállók - 06 Christina Hansen - 07 Lea Gulløve - 10 Sabine Pedersen - 24 Josefine Dragenberg | Balátlövők - 08 Jamina Roberts - 09 Julia Eriksson - 19 Laura Nielsen - 20 Aia Raadshøj - 55 Ida Callisen Irányítók - 18 Mai Kragbelle Nielsen - 44 Rikke Thorngaard Jobbátlövők - 04 Celine Sivertsen - 21 Katrine Larson - 88 Frida Møller |

### Átigazolások
A 2019-2020as szezon játékoskerete:
| Érkezők - Stine Broløs Kristensen (a Bjerringbro FH csapatától) - Mai Kragbelle Nielsen (a København Håndbold csapatától) - Katrine Larson (a Skanderborg Håndbold csapatától) | Távozók - Martina Thörn (a Aarhus United csapatához) - Maria Stokholm (a Viborg HK csapatához) - Anne Sofie Hjort (átmenetileg szünetelteti a pályafutását) - Cecilie Mørch Hansen (az EH Aalborg csapatához) - Camilla Dalby (átmenetileg szünetelteti a pályafutását) |

### Korábbi nevezetes játékosok
| Dánok - Gitte Andersen - Mie Augustesen - Melanie Bak - Stephanie Andersen - Simone Böhme - Katrine Fruelund - Cecilie Greve - Kathrine Heindahl - Heidi Johansen - Mie Højlund - Ilda Kepić - Berit Kristensen - Christina Krogshede - Mette Melgaard - Merete Møller - Anna Sophie Okkels - Ann Grete Nørgaard - Jane Schumacher - Sille Thomsen - Gitte Aaen - Frederikke Gulmark - Lærke Kristensen | Norvégok - Cecilie Thorsteinsen - Terese Pedersen - Martine Moen - Linn Gossé - Mari Molid Svédek - Angelica Wallén - Johanna Westberg - Ulrika Toft Hansen - Sabina Jacobsen - Sara Johansson - Daniela Gustin - Clara Monti Danielsson Spanyolok - Macarena Aguilar - Verónica Cuadrado Németek - Nina Müller - Angie Geschke - Stefanie Melbeck - Susann Müller Szerbek - Jelena Erić - Jovana Risović - Tanja Milanović - Ana Vojčić Kínaiak - Chao Zhai Brazilok - Chana Masson Románok - Carmen Amariei - Mihaela Ani-Senocico Franciák - Stéphanie Moreau - Siraba Dembélé Magyarok - Tápai Szabina - Bódi Bernadett Hollandok - Natasja Burgers |